# Comunione degli Apostoli (Amatore)
La Comunione degli Apostoli è un dipinto a olio su tela di Giuseppe Amatore, databile alla fine del XVI secolo e conservato nel Museo diocesano di Brescia, nella Sala IV.

## Storia
L'opera proviene dalla chiesa di San Tommaso di Brescia. L'edificio, funzionante come oratorio della chiesa dei Santi Faustino e Giovita, ospitava un unico altare ornato dall'Incredulità di san Tommaso di Marco Richiedei, poi trasferita in controfacciata nel 1811 per essere sostituita dal San Filippo Neri invita i fanciulli a venerare la Madonna di Liberale Cozza. Non è chiaro, pertanto, dove la tela dell'Amatore fosse collocata, probabilmente su una parete laterale.
Chiusa al culto nel 1797 dalla Repubblica Bresciana, la chiesa rimane senza destinazione fino al 1806, quando il canonico Vincenzo Bonomi la ottiene in concessione per aprirvi un nuovo oratorio festivo giovanile. Chiuso anche il nuovo oratorio nel 1836 a causa della morte del Bonomi, la chiesa viene definitivamente alienata a privati e svuotata delle opere. Le tre pale del Cozza, del Richiedei e dell'Amatore vengono trasferite nella chiesa dei Santi Faustino e Giovita a cui San Tommaso faceva capo e distribuite tra la chiesa stessa e i locali attigui.
Negli anni 2010 trova collocazione definitiva nel Museo diocesano di Brescia.

## Descrizione
La pala raffigura propriamente una Comunione degli Apostoli piuttosto che un'Ultima cena, data la presenza del Santissimo Sacramento tra le mani di Gesù e l'atteggiamento adorante degli Apostoli, sebbene tra questi ultimi vi siano tipologie iconografiche proprie di un'Ultima cena, quali san Giovanni reclinato su Gesù e Giuda in primo piano in posizione scostante.
La scena si svolge in un ambiente scuro, contro il quale contrastano le variopinte vesti degli Apostoli, aperto in più punti e verso varie prospettive sul fondo, tra cui un paesaggio montuoso, una balconata e un lungo corridoio, dove un secondo Gesù sta lavando i piedi agli Apostoli. Dettagli a contorno costellano il margine inferiore e i particolari dello sfondo.
Il dipinto è firmato in basso a sinistra "JOSEPH. AMATOR. F.".

## Stile
La tela, oltretutto firmata, contribuisce a ricostruire la personalità artistica di Giuseppe Amatore, della cui produzione è pervenuto pochissimo fra le già scarse opere citate dalla letteratura antica. È rilevabile qui la già confermata affinità tra la tecnica dell'Amatore e quella di Grazio Cossali, con influssi dalla lezione di Paolo Veronese nell'ampiezza degli inserti architettonici e nelle cromie impostate su tonalità più calde.
La sua abilità di esperto manierista è chiara fin dal dispiegamento, in primissimo piano, di oggetti d'uso e animali. Meno ostentate sono le suppellettili sul tavolo, rilanciate dalla brocca dorata in alto a sinistra, vicino alla porta. Al senso di ricchezza diffusa si aggiunge il lembo di prezioso tappeto sporgente da sotto la tovaglia.
Di grande stupore è lo sfondo, inusualmente ampio, dove si coniugano i motivi derivanti dal Veronese con motivi più specifici della scuola cremonese di Antonio Campi e fratelli, evidenti in particolare nel profondissimo cannocchiale prospettico del corridoio in alto a destra, voltato a crociera e aperto da oculi, dove si svolge la seconda scena della lavanda dei piedi resa da una serie di tocchi di luce. Notare come il fondo del corridoio sia chiuso da un'inferriata e, oltre quest'ultima, si intravedano altri edifici.
L'architettura veronesiana è popolata di presenze umane, così come il paesaggio aperto in lontananza evidenzia un'altra figura che si allontana frettolosamente, forse Giuda, anch'esso ripetuto in aggiunta al Giuda in primo piano, che abbandona il cenacolo. Si tratta di scenette narrate con piglio e scioltezza, in realtà ancor più interessanti della scena centrale, dove i panneggi degli Apostoli ammassati attorno a Gesù si increspano in modo anche troppo monotono e uniforme.